# Illex argentinus
Illex argentinus är en bläckfiskart som först beskrevs av Alberto Castellanos 1960.  Illex argentinus ingår i släktet Illex och familjen Ommastrephidae. Inga underarter finns listade i Catalogue of Life.